# Polibio Fumagalli
Polibio Fumagalli   (Inzago, 26 d'octubre de 1830 - Milà, 21 de juny de 1900) fou un compositor, organista i pianista italià de l'època romàntica. Pertanyent a la Fumagalli (família de músics).

## Biografia
Polibio era el germà d'Adolfo, Carlo, Disma i Luca Fumagalli tots músics. Igual que els seus germans, Polibio va començar a estudiar música a la seva ciutat natal amb l'organista Gaetano Medaglia i després va anar al conservatori de Milà, on va estudiar piano amb Antonio Angeleri, on també va estudiar la flauta. Durant aquest temps també va participar en diversos concerts del seu germà Adolfo, a Milà i als voltants. Va obtenir el seu diploma en flauta i composició el 1852 i es va convertir en organista i mestre de banda a Vimercate l'any següenta la zona de Milà. Un altre any després va rebre els mateixos càrrecs a l'Església de Sant Celso de Milà, que va ocupar durant 35 anys i va renunciar només el 1889 per motius de salut. Al Conservatori de Milà, Polibio es va convertir en professor d'orgue el 1873 –un càrrec que va ocupar fins al final de la seva vida– també va impartir classes privades, va organitzar concerts d'orgue a Milà i els voltants, va dirigir cors, va treballar com a expert en òrgans i va ser un professor de piano buscat. També va participar en diverses discussions sobre qüestions d'orgues a Itàlia i va organitzar un nou orgue al Conservatori de Milà; aquest instrument es va inaugurar el 1893.

## Treballs
Amb més de 300 obres, Polibio Fumagalli va ser el compositor més productiu en comparació amb els seus germans. Va escriure música sagrada i obres d'orgue, per a piano, en particular, peces de personatges i fantasies sobre melodies d'òpera adequades per a principiants, així com cançons i obres per a música de cambra, incloent un trio de bravoure (op. 281) per a flauta, oboè i clarinet amb acompanyament de piano. Entre ls estudiants de Polibio s' conten Marco Enrico Bossi, Giovanni Tebaldini, Pietro Yon i Luigi Mapelli (1855-1913). L'organista anglès William Thomas Best va fer del seu treball d'orgue La caccia una obra estàndard en la literatura de concerts.